# Naya Belhani
Naya Belhani – gaun wikas samiti w zachodniej części Nepalu w strefie Lumbini w dystrykcie Nawalparasi. Według nepalskiego spisu powszechnego z 2001 roku liczył on 2348 gospodarstw domowych i 11594 mieszkańców (6055 kobiet i 5539 mężczyzn).